# Tumbleweed Connection
Tumbleweed Connection är ett musikalbum av Elton John. Albumet var hans tredje studioalbum. Det spelades in på våren 1970 och utgavs i oktober samma år på skivbolaget DJM Records. Elton John och Bernie Taupin valde att inte köra på samma formel som gjorde det självbetitlade andra albumet till en succé. Här är musiken centrerad kring ett vilda västern-tema med blues och countryrock. Flera av låtarna saknar det för popmusik så typiska "vers-refräng-vers-refräng"-mönstret. Albumet sålde bra men genererade ingen hitsingel. 
Tumbleweed Connection var Elton Johns första studioalbum att spelas in med Dee Murray (bas) och Nigel Olsson (trummor). De båda kom sedan att medverka på flera av hans följande album.
Jon Landau skrev en mestadels positiv recension över skivan för Rolling Stone, samtidigt som han kritiserade produktionen och menade att den till viss del var ett "missat tillfälle". Robert Christgau berömde skivans melodier, men avfärdade texternas westerntema. I en retrospektiv recension på Allmusic ger Stephen Thomas Erlewine skivan högsta betyg.

## Låtlista
Samtliga låtar skrivna av Elton John och Bernie Taupin, om annat inte anges.
1. "Ballad of a Well-Known Gun" - 4:57
2. "Come Down in Time" - 3:26
3. "Country Comfort" - 5:07
4. "Son of Your Father" - 3:46
5. "My Father's Gun" - 6:19
6. "Where to Now St. Peter?" - 4:12
7. "Love Song" (Lesley Duncan) - 3:41
8. "Amoreena" - 4:59
9. "Talking Old Soldiers" - 4:08
10. "Burn Down the Mission" - 6:21

## Listplaceringar
| Lista (1971)   | Position            |
| -------------- | ------------------- |
| Australien     | 2 (Go Set)          |
| Finland        | 14                  |
| Japan          | 30 (Oricon)         |
| Kanada         | 4 (RPM)             |
| Nederländerna  | 4                   |
| Storbritannien | 2 (UK Albums Chart) |
| Sverige        | 14 (Kvällstoppen)   |
| USA            | 5 (Billboard 200)   |